# Niżnia Przybylińska Przełęcz
Niżnia Przybylińska Przełęcz (słow. Nižné pribylinské sedlo, ok. 1905 m) – przełęcz w grani Pośredniego Wierszyka w słowackiej części Tatr Wysokich. Znajduje się pomiędzy Niżnim Pośrednim Wierszykiem na wschodzie a Przybylińską Czubą (1926 m) na zachodzie. Na południe, do Doliny Hlińskiej, opada z przełęczy niezbyt stroma i trawiasta depresja. Na północ z przełęczy opada również trawiasta i szeroka depresja, w dolnej części rozszerzająca się i przekształcająca w piarżysko nad środkową częścią Niżniego Stawu Ciemnosmreczyńskiego. 
Nazwa przełęczy pochodzi od miejscowości Przybylina. Nazwy obiektów w Pośrednim Wierszyku po raz pierwszy opublikował Andrzej Skłodowski w numerze 1 czasopisma Taternik, przedtem jedynym nazwanym tu obiektem był Palec.
Pośredni Wierszyk jest wyłączony z ruchu turystycznego, mogą na nim natomiast uprawiać wspinaczkę taternicy. Na Niżnią Przybylińską Przełęcz można wyjść granią Pośredniego Wierszyka, oraz dwoma drogami wspinaczkowymi:
1. Granią od Koprowego Wierchu do Niżniej Przybylińskiej Przełęczy; 0+ w skali tatrzańskiej (z ominięciem Palca), czas przejścia 2 godz.
2. Z Doliny Hlińskiej, od południowego zachodu; 0-
3. Z Doliny Ciemnosmreczyńskiej; 0-, od szlaku turystycznego 30 min[1].